# Epidendrum acreense
Epidendrum acreense là một loài thực vật có hoa trong họ Lan. Loài này được (Brieger & Bicalho) Christenson mô tả khoa học đầu tiên năm 1991.